# FGSの病理学的分類
巣状糸球体硬化症（そうじょうしきゅうたいこうかしょう、英: Focal glomerulosclerosis; FGS）（巣状分節性糸球体硬化症（Focal segmental glomerulosclerosis; FSGS）とも呼ぶ）における病理学的分類を以下にあらわす。

## 定義
腎皮質深層(皮髄境界)の一部の糸球体(巣状)に分節状の硬化を認めることで特徴づけられる当疾患は、病理学的な定義としては採取された糸球体数の50％以下に、分節性(50％/糸球体以下)の毛細血管虚脱(消失)と基質の沈着を認めることの2つを満たすことが基本となる。硬化病変は一般的に係蹄の外側に存在し、特にperihilar(血管極)とtip(尿細管極)に生じやすく、多くの場合でボウマン嚢との癒着が見られる。管内に泡沫細胞を認めることがあることもあり、FSGSを示唆する所見のひとつとなっている。非硬化部糸球体は光顕上ほとんど変化が認められないことから、腎生検で採取された腎組織が皮質浅層のみで不十分な場合には見逃される可能性があり、微小変化型ネフローゼ症候群との鑑別が時に困難である。蛍光抗体法では硬化部に一致してIgMやC3の沈着が認められることがあり、電顕上では足突起の癒合と足細胞の空胞状変性が認められる。

## Columbia分類による病理分類
現在Columbia分類によって臨床病理的特徴、治療や治療反応、予後などを基に以下の5つの亜型に組織分類されるが、病変は多様である。。
1. 非特異型亜型　FSGS（NOS）: 毛細血管の消失を伴う細胞外基質の増加を認める。糸球体係蹄の分節性虚脱に糸球体上皮細胞増多を伴わない所見も見られる。
2. 門部周囲型亜型　perihilar variant : 糸球体の分節硬化・硝子化が腎門部に始まるもの。一次性FSGSにも認められるが、肥満関連腎症や形成不全に代表されるような糸球体内圧が増加するものに多く認められる。
3. 細胞型亜型　cellular variant : 分節硬化糸球体に細胞増殖による毛細血管腔の閉塞を認め、泡沫細胞や核破砕の有無は問わない。
4. 糸球体尖亜型　tip variant : 近位尿細管の始点部に病変の生ずるもので、tip lesionは上皮細胞障害や泡沫細胞の集簇に特徴づけられる。一次性FSGSの初期病変と考えられ、同部位にIgMやC3の沈着を認めることがある。
5. 虚脱型亜型　collapsing variant : 硬化糸球体が分節状ではなく血管腔全体で虚脱・硬化に陥っているもので、高度でステロイド抵抗性のネフローゼ症候群を呈する。HIV腎症に多く認められ、進行が速く急性腎不全を来すこともある。

なお白人を中心とした臨床研究では、FSGS NOS variantの頻度が最も高く（42%）、次いでperihilar variant 26%、tip variant17%、collapsing variant 11%、cellular variant3% の順となっている。また5 年腎生存率は、NOSvariant 63%、perihilar variant 55% に対しtip variant 78% とtip variantの生存率が最も良く、治療反応性も高いことが報告されている(参考文献4) 。

## 病理診断のプロセス
腎生検で分節性硬化病変を観察した場合、光顕、電顕、蛍光抗体法を用いてFSGS以外の糸球体疾患によるものや非特異的な分節性硬化病変を除外する。その上で分節性病変の占める糸球体部位と組織学的な質を光顕で確認し診断を進める。
- まずcollapsi ng lesion(係蹄内の細胞や細胞外基質の増加を伴わない係蹄の虚脱。周囲の糸球体上皮細胞の過形成や肥大を伴う)を確認し、ひとつの糸球体でもcollapsing lesionを認める場合をFSGSのcollapsing variantと診断する。このcollapsing lesionはすべての糸球体に全節性に見られる場合が典型像であるが、時に巣状分節性に見られる場合もある。
- 次にtip lesionを確認する。tip lesionとは糸球体の尿細管極25%の領域に癒着や糸球体上皮細胞の尿細管上皮細胞への合流を伴う分節性病変をいい、collapsing variantが否定され、かつひとつの糸球体でもtip lesionが形成されている場合にtip variantと診断する。tip lesion形成には、高度のネフローゼ症候群の場合の蛋白成分に富んだ濾過液が、尿細管へ流れ込む際に物理的な刺激を引き起こし、その結果糸球体が尿細管極周囲へ逸脱することに関連している。
- 上記に当てはまらない場合には、次いでcellular lesionを確認する。Columbia分類のcellular lesionとは係蹄内の細胞増加による係蹄の閉塞病変が少なくとも糸球体の＞25%を占める場合としており、collapsingやtip variantを否定した後にひとつの糸球体でもcellular lesionを認める場合にはcellular variantと診断する。
- これらvariantが否定された上、perihilar(血管極)部に形成されたhyalinosis and/or sclerosisがすべての硬化病変の＞50%の頻度で見られる場合はperihilar variantと診断する。少なくともひとつの硬化病変には硝子化を伴う必要がある。
- 以上collapsing、tip、cellular、perihilar variantに当てはまらない場合、古典的FSGSとして知られるNOSと診断される。

## Columbia分類の問題点
Columbia分類を用いてFSGSの組織診断を行う際には、ひとつの病変をもって亜型を決定することから、分類の単純さと引き換えに実際の使用に際して困難を来す場合も多い。典型的病像を呈するFSGSでは概ね病態の把握には適しているものの、境界領域あるいはいくつかの亜型が混在している場合には、単独の亜型に分類することが難しい。また分節性病変の分布に重きが置かれる亜型と、質に重きが置かれる亜型が混在している。さらにFSGSの発症機序を考慮しておらず、原因、治療法、予後の異なる一次性、二次性FSGSを同一の亜型に組織分類するため、病理診断が臨床診断に生かされないという問題点もある。故に今後の課題として、臨床的多様性と病理形態所見との関連性を明らかにし、治療選択、予後の推定にも役立つ形態学的な病型分類の検討が求められている。